# Cahore Polders and Dunes SAC
Cahore Polders and Dunes SAC este o arie protejată (arie specială de conservare — SAC, sit de importanță comunitară — SCI) din Irlanda întinsă pe o suprafață de 276,36 ha, integral pe uscat.

## Localizare
Centrul sitului Cahore Polders and Dunes SAC este situat la coordonatele 52°32′35″N 6°12′50″W / 52.543123°N 6.213815°V.

## Înființare
Situl Cahore Polders and Dunes SAC a fost declarat sit de importanță comunitară în iunie 2003 pentru a proteja 12 specii de animale. Situl a fost protejat și ca arie specială de conservare în octombrie 2018.

## Biodiversitate
Situată în ecoregiunea atlantică, aria protejată conține 5 habitate naturale: Vegetație anuală la limita mareei, Dune mobile cu vegetație embrionară, Dune mobile de-a lungul țărmului cu Ammophila arenaria („dune albe”), Dune de coastă fixe cu vegetație erbacee („dune gri”), Depresiuni intradunale umede.
La baza desemnării sitului se află mai multe specii protejate de  păsări (12): rață sulițar (Anas acuta), rață lingurar (Anas clypeata), rață pitică (Anas crecca), rață fluierătoare (Anas penelope), rață mare (Anas platyrhynchos), Anser albifrons flavirostris, Cygnus columbianus bewickii, lebădă de iarnă (Cygnus cygnus), culic mare (Numenius arquata), ploier auriu (Pluvialis apricaria), călifar alb (Tadorna tadorna), nagâț (Vanellus vanellus).
Pe lângă speciile protejate, pe teritoriul sitului au mai fost identificate 3 specii de plante, 1 specie de păsări, 1 specie de nevertebrate.